# As Meninas (banda)
As Meninas foi um grupo musical brasileiro formado em 1997 originalmente por Carla Cristina (vocais), Angélica e Cybele (backing vocals), Jujuba e Ratinha (saxofone), Titi e Dilmara (percussão) e Fernanda (guitarra). Nesta fase o grupo extraiu seus maiores sucessos, como "Xibom Bombom", "Samba da Nega Maluca", "Tapa Aqui, Descobre Ali" e "Largadinho".
Em 2002, com a saída de Carla Cristina, os vocais passaram para Flaviana Fernandes, que deixou o grupo em 2006 junto com as demais integrantes.
Em 2007, Taty Mell (ex-cantora da Banda Toa Toa de Porto Seguro), assumiu a última formação.

## Carreira

### 1997-02:
Em 1997 surgia o grupo As Meninas, resultado de um projeto idealizado por Cícero Menezes (que já havia trabalhado com Carlinhos Brown e a Timbalada). Mas só em 1998 com chegada de Carla Cristina nos vocais, o grupo teve sua formação de sucesso, composta por; Angélica e Cibele como backing vocals e dançarinas, Fernanda na guitarra elétrica, Jujuba no saxofone e Ratinha, Titi e Dilmara como percussionistas.
Já em 1999 a banda assina com a Universal Music e entra para o casting de uma das maiores gravadoras para seu lançamento nacional, que não demora muito. O disco Xibom Bombom chega as lojas em novembro de 1999, vendendo em torno de 500 mil cópias e atingindo o disco de ouro. A faixa título, "Xibom Bombom", alcançou o primeiro lugar nas rádios brasileiras e recebeu diversos covers de artistas como Márcia Freire, Cheiro de Amor, Ivete Sangalo e Margareth Menezes na época. A música chegou a debutar na posição 1 das 100 músicas mais tocadas nas rádios Brasil e em diversos países como Chile, Argentina, Angola e Portugal no ano de 2000. A música tinha uma letra politizada, o álbum era composto por outros hits que estavam na boca do povo durante todo ano 2000, como: "Samba da Nega Maluca" e "Tá Ficando Sério", que se tornam dois dos maiores sucessos daquele ano. 
Com todo esse sucesso, As Meninas lançaram um disco no Chile com seus grandes sucesso e com a versão espanhol de Xibom Bombom, assim como no Brasil, a disco foi recorde de vendas e atingindo disco de platina.
Em novembro de 2000 o grupo lança o álbum Tapa Aqui, Descobre Ali, vendendo em torno de 100 mil cópias. O álbum trouxe como tema do Carnaval de 2001 a faixa-titulo "Tapa Aqui, Descobre Ali", novamente fazendo uma brincadeira com a cultura popular mesclado à problemas socioeconômicos. A canção atingiu o primeiro lugar nas rádios brasileiras, repetindo o bom desempenho do disco anterior. Posteriormente a faixa "Dança do Esquisito" foi liberas da como segundo single, e por fim "Clube das Meninas". Em dezembro de 2001 é lançado o disco Loucas Por Você, embalado pelo singles "Largadinho" e releitura da música de abertura da novela da TV Globo “Cambalacho”. O disco foi lançado em meio à conturbadas discussões entre os empresários e Carla Cristina, que cobrava uma maior liberdade para as garotas tomarem suas próprias sobre os rumos da carreira e cobrança pelos baixos valores repassados a elas referente aos cachês dos shows. Insatisfeita por trabalhar muito e receber pouco (a cantora afirmou que ganhava apenas R$ 500 por show), Carla deixou o grupo após o Carnaval de 2002.

### 2002–06: Mudança de vocalista
Em 2002, após diversos testes realizados pelos empresários, Flaviana Fernandes é anunciada como nova vocalista. Em 8 de dezembro daquele ano é lançado o primeiro álbum ao vivo do grupo, Tá Ficando Sério - Ao Vivo, que trouxe como single "Num Pé Só". 
Tá Faltando Homem, veio apenas em 2004 de forma independente, com a faixa-título como single. 
No final de 2005 é lançado o disco Simpatia Pra Curar Homem Valente. 

### 2006–09: Nova mudança
Em 2006, Flaviana deixa a banda e em 2007, os empresários apostaram em mais uma cantora com o perfil da banda e selecionaram a cantora Taty Mell como vocalista. Ainda no final de 2007 foi lançando o álbum Sem Você. As Meninas retomaram os shows e voltaram a fazer micaretas de expressão significativas como a da cidade de Pedra Azul (MG), Carnaval em Brasília e eventos no Sofitel Jequitimar (hotel do Silvio Santos no Guarujá).
Em 2009, Taty Mell e os empresários decidiram em consenso colocarem um fim na banda que deixa saudade até hoje. 

## Discografia

### Álbuns de estúdio
| Álbum                            | Detalhes                                                                      | Certificações |
| -------------------------------- | ----------------------------------------------------------------------------- | ------------- |
| As Meninas no Forró              | - Lançamento: 18 de setembro de 1997 - Formatos: CD - Gravadora: Independente |               |
| Xibom Bombom                     | - Lançamento: 21 de novembro de 1999 - Formatos: CD - Gravadora: Universal    | - PMB: Ouro   |
| Tapa Aqui, Descobre Ali          | - Lançamento: 11 de novembro de 2000 - Formatos: CD - Gravadora: Universal    |               |
| Loucas Por Você                  | - Lançamento: 2 de dezembro de 2001 - Formatos: CD - Gravadora: Universal     |               |
| Tá Faltando Homem                | - Lançamento: 15 de agosto de 2004 - Formatos: CD - Gravadora: Studio WR      |               |
| Simpatia Pra Curar Homem Valente | - Lançamento: 5 de outubro de 2005 - Formatos: CD - Gravadora: Studio WR      |               |
| Sem Você                         | - Lançamento: 10 de dezembro de 2007 - Formato: CD - Gravadora: Studio WR     |               |

### Álbuns ao vivo
| Álbum                      | Detalhes                                                                  |
| -------------------------- | ------------------------------------------------------------------------- |
| Tá Ficando Sério - Ao Vivo | - Lançamento: 8 de dezembro de 2002 - Formatos: CD - Gravadora: Universal |

### Singles
| Título                    | Ano  | Álbum                            |
| ------------------------- | ---- | -------------------------------- |
| "Xibom Bombom"            | 1999 | Xibom Bombom                     |
| "Samba da Nega Maluca"    | 2000 | Xibom Bombom                     |
| "Tá Ficando Sério"        | 2000 | Xibom Bombom                     |
| "Tapa Aqui, Descobre Ali" | 2000 | Tapa Aqui, Descobre Ali          |
| "Dança do Esquisito"      | 2001 | Tapa Aqui, Descobre Ali          |
| "Clube das Meninas"       | 2001 | Tapa Aqui, Descobre Ali          |
| "Largadinho"              | 2001 | Loucas Por Você                  |
| "Num Pé Só"               | 2002 | Tá Ficando Sério: Ao Vivo        |
| "Tá Faltando Homem"       | 2004 | Tá Faltando Homem                |
| "Amor de Rapariga"        | 2004 | Tá Faltando Homem                |
| "Simpatia das Meninas"    | 2005 | Simpatia Pra Curar Homem Valente |
| "Sem Você"                | 2007 | As Meninas de cara nova          |

## Integrantes
- Carla Cristina (vocais) (1997–2002)
- Jujuba Salete (saxofone) (1997–2007)
- Dilmara Oliveira (percussão) (1999–2006)
- Angélica Dias (backing vocal) (1997–2004)
- Cybele Gadelha (backing vocal) (1997–2004)
- Rosemeire Silva (Ratinha) (percussão) (1997–2009)
- Titi (percussão) (1997–2009)
- Fernanda Barbosa (guitarra) (1997–2002)
- Flaviana Fernandes (voz) (2002–2006)
- Patty Kiss (guitarra) (2002–2006)
- Lenynha Oliveira (percussão) (2002–2009)
- Taty Mell (voz) (2007- 2009)
- Nana (percussão) (2007-2008)
- Carol (backing vocal) (2007-2009)
- Aline  (backing vocal) (2007-2009)